# KRTAP3-2
KRTAP3-2 (англ. Keratin associated protein 3-2) – білок, який кодується однойменним геном, розташованим у людей на 17-й хромосомі. Довжина поліпептидного ланцюга білка становить 98 амінокислот, а молекулярна маса — 10 407.
| 10         |  | 20         |  | 30         |  | 40         |  | 50         |
| ---------- |  | ---------- |  | ---------- |  | ---------- |  | ---------- |
| MDCCASRSCS |  | VPTGPATTIC |  | SSDKSCRCGV |  | CLPSTCPHTV |  | WLLEPICCDN |
| CPPPCHIPQP |  | CVPTCFLLNS |  | CQPTPGLETL |  | NLTTFTQPCC |  | EPCLPRGC   |

A: Аланін

C: Цистеїн

D: Аспарагінова кислота

E: Глутамінова кислота

F: Фенілаланін

G: Гліцин

H: Гістидин

I: Ізолейцин

K: Лізин

L: Лейцин

M: Метіонін

N: Аспарагін

P: Пролін

Q: Глутамін

R: Аргінін

S: Серин

T: Треонін

V: Валін